# Música mapuche

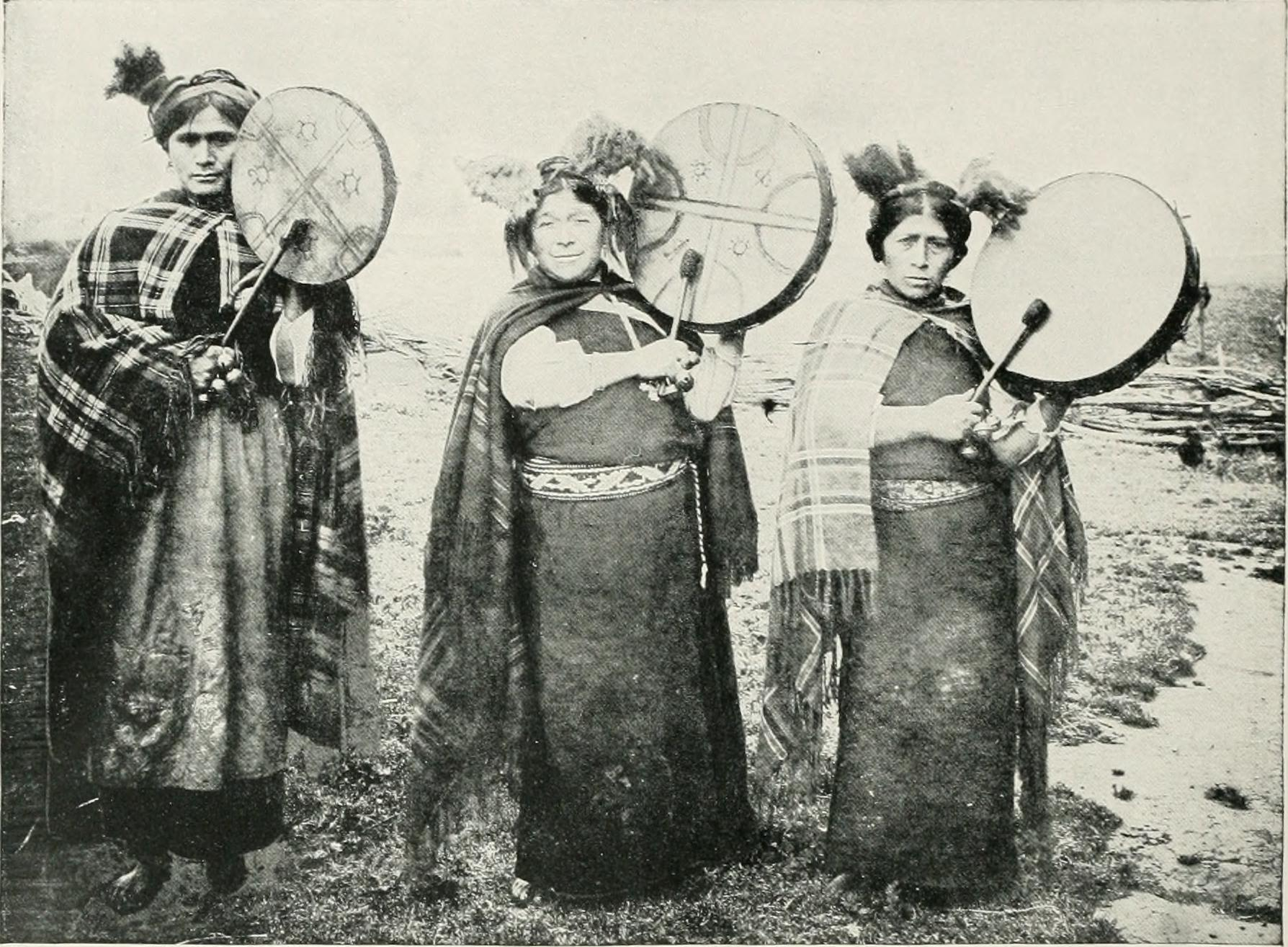
Machis tocando el kultrun.

La música mapuche es la música que se caracteriza por el uso del microtono, y es utilizada en diferentes situaciones de la vida cotidiana pero principalmente en rituales. Las canciones que crean generalmente son improvisadas y estas pueden ser a capela o acompañada de instrumentos como el kultrun o la kaskawilla.

## Historia

#### Periodo paleoindio y arcaico
Las evidencias arqueológicas más tempranas de asentamientos humanos en la Araucanía corresponden al sitio Monte Verde, cercano a Puerto Montt aproximadamente en el 10.500 a. C. Eran cazadores de mastodontes y animales menores además de recolectores. En sus sociedades realizaban ritos y fiestas donde el sonido grupal era reelaborado continuamente. Se carecen de registros sobre los sonidos, pero se sabe que contaban con un gran repertorio de cantos y es posibles que tuvieran instrumentos como los idiófonos y flautas. Es probable que los primeros cazadores recolectores trajeran algunos instrumentos sofisticados como las flautas de hueso.

#### Pitrén (200 - 1200 d.C.)
El único referente musical adscrito a esta cultura es un ceramio. Se trata de un jarro que representa un personaje tocando flauta. Fue encontrado en el Lago Calafquén, lo que permite inferir la existencia de la flauta tutuca de huesos de animales de este periodo. 
También existen cierta cantidad de flautas de piedra que pueden estilísticamente adscribirse a esta época, a partir de la comparación de la cerámica Pitrén. Son flautas pequeñas redondeadas y de aspecto compacto. Se caracterizan por un sonido agudo y capaces de alcanzar gran intensidad sonora. 

#### El Vergel (1000 d.C.)
En este periodo se pueden reconocer flautas con características propias de El Vergel ya que se presentan dibujos donde se utiliza el mismo estilo usado para decorar la cerámica, característico de este periodo. Se trata principalmente de piloilos con asa basal, de formas redondeadas o rectangulares con ángulos redondeados pero más estilizadas y planas que las del periodo Pitrén.

#### Protomapuches (1.300 d.C.)
Su sistema social incluyó procedimientos de alianzas y equilibrios mediante grandes rituales colectivos. La sonoridad general de estos rituales probablemente era parecida a la actual, con masas instrumentales de kultrun, trutruka, ñolkin, kull kull y pifilka pero agregándole más variedad de flautas, formando en ocasiones cacofonías extensas, continuamente cambiantes, rígidas en su forma general por el toque del kultrun del machi.

#### La llegada de los españoles (1535)
Ninguno de los instrumentos que introdujeron los españoles al territorio mapuche influyó en la cultura mapuche excepto la trompeta militar metálica que la comenzaron a usar en las batallas como trofeo de guerra. Más adelante se pudieron identificar otras influencias de los conquistadores en el aspecto musical como por ejemplo, la introducción del clarín de guerra español y el cascabel metálico. Sin embargo, las influencias europeas son mínimas.

#### En la actualidad
En el siglo XX y XXI comenzaron a publicarse obras, investigaciones, y artículos sobre la cultura mapuche incluyendo temas como la música. Además, comenzaron a circular CD con recopilaciones de trabajos sonoros.
No parece haber habido cambios relevantes en las prácticas musicales del pueblo mapuche durante los últimos años, aparte del uso del plástico y de la goma para fabricar trutrukas, con el fin de remplazar la caña ya que es un material muy escaso, además permite tener instrumentos más resistentes y transportables.

## Canto mapuche (ül)
En el ül o canto mapuche se reconoce un rango de expresión poética genuinamente mapuche donde se observan aspectos característicos y particulares en la composición lingüística, como el no regirse por la versificación métrica como se conoce en el lenguaje de la literatura, además del uso de versos reiterados, el carácter monótono y melancólico.
Se afirma que el ül no puede ser considerado un arte literario ya que no es creado para ser leído esto debido a que los mapuches utilizan técnicas de producción verbal oralista bajo el dominio de ciertos componentes de construcción acorde a una lógica propia de concepción de mundo.
En las tradiciones orales el elemento construccional fundamental del cantor es la formula o “palabra” y no el pie, la caesura o la idea.